# Cyperus trailii
Cyperus trailii är en halvgräsart som beskrevs av Charles Baron Clarke. Cyperus trailii ingår i släktet papyrusar, och familjen halvgräs. Inga underarter finns listade i Catalogue of Life.